# 페테르 안드레아스 한센

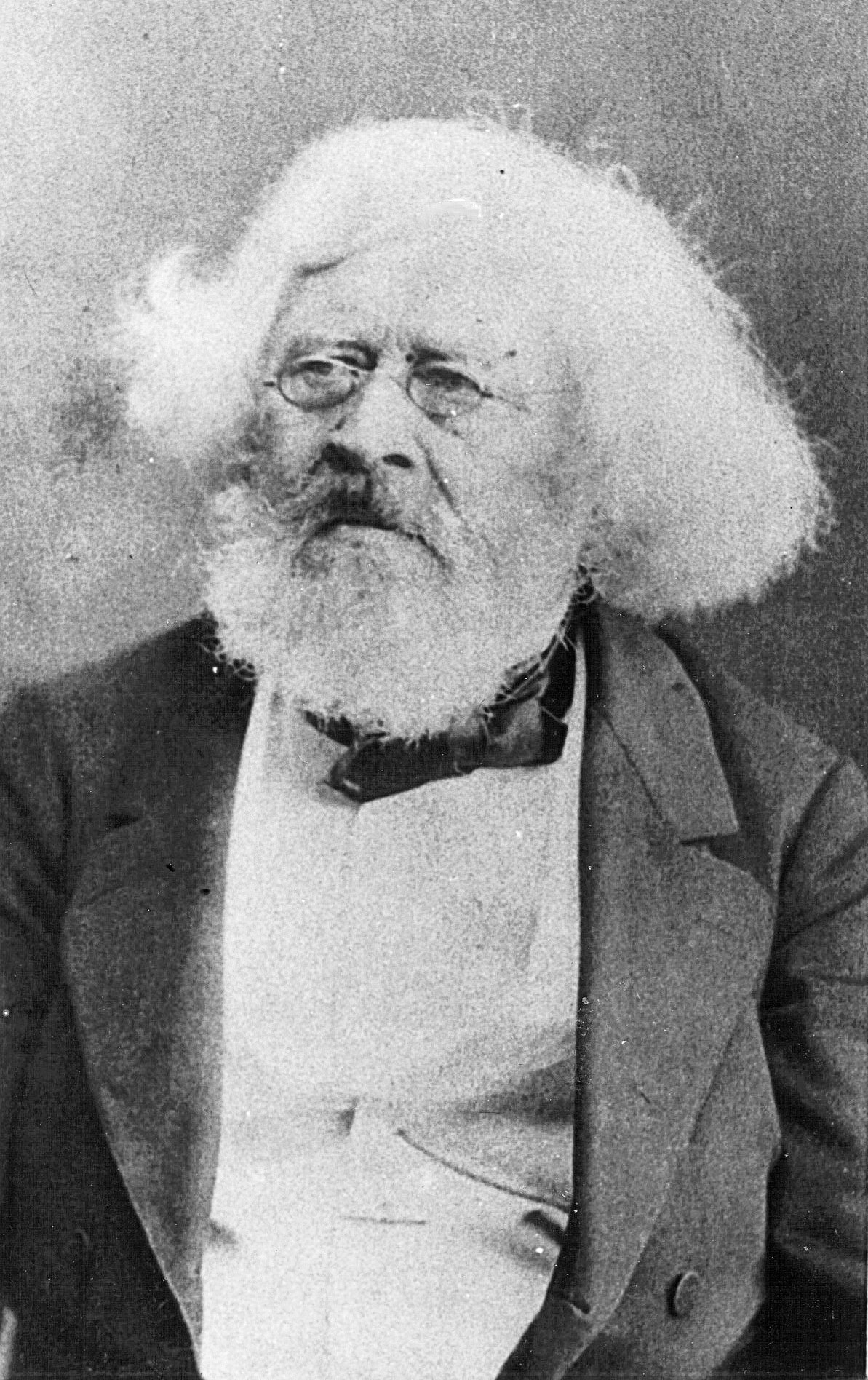

페테르 안드레아스 한센(Peter Andreas Hansen, 1795년 12월 8일 ~ 1874년 3월 28일)은 덴마크의 천문학자이다. 1825년 제베르크 천문대장이 되었고, 1857년 고타 천문대를 창설하고, 대장에 취임한 후 그곳에서 일생을 보냈다. 그의 최대의 업적은 10여 년이나 걸려 만든 정확한 '달의 운행표'를 작성함으로써 가장 힘이 드는 태음 운동론을 완성한 데에 있다. 그 밖에도 혹성·혜성의 진동론에 관해서도 커다란 공헌을 하였다.